# Spencer Ware
Pour les articles homonymes, voir Ware.
(en) Statistiques sur pro-football-reference
Spencer Raleigh Ware III, né le 23 novembre 1991 à Sharonville, est un joueur américain de football américain.
Ce running back joue pour les Chiefs de Kansas City en National Football League (NFL) depuis 2015. Auparavant, il a joué pour les Seahawks de Seattle (2013) avec lesquels il a remporté le Super Bowl XLVIII.